# スクーター
スクーター（英: Scooter）は、オートバイのうち運転者の足元にあるステップ状のフロアに足を乗せて運転する車種の総称である。

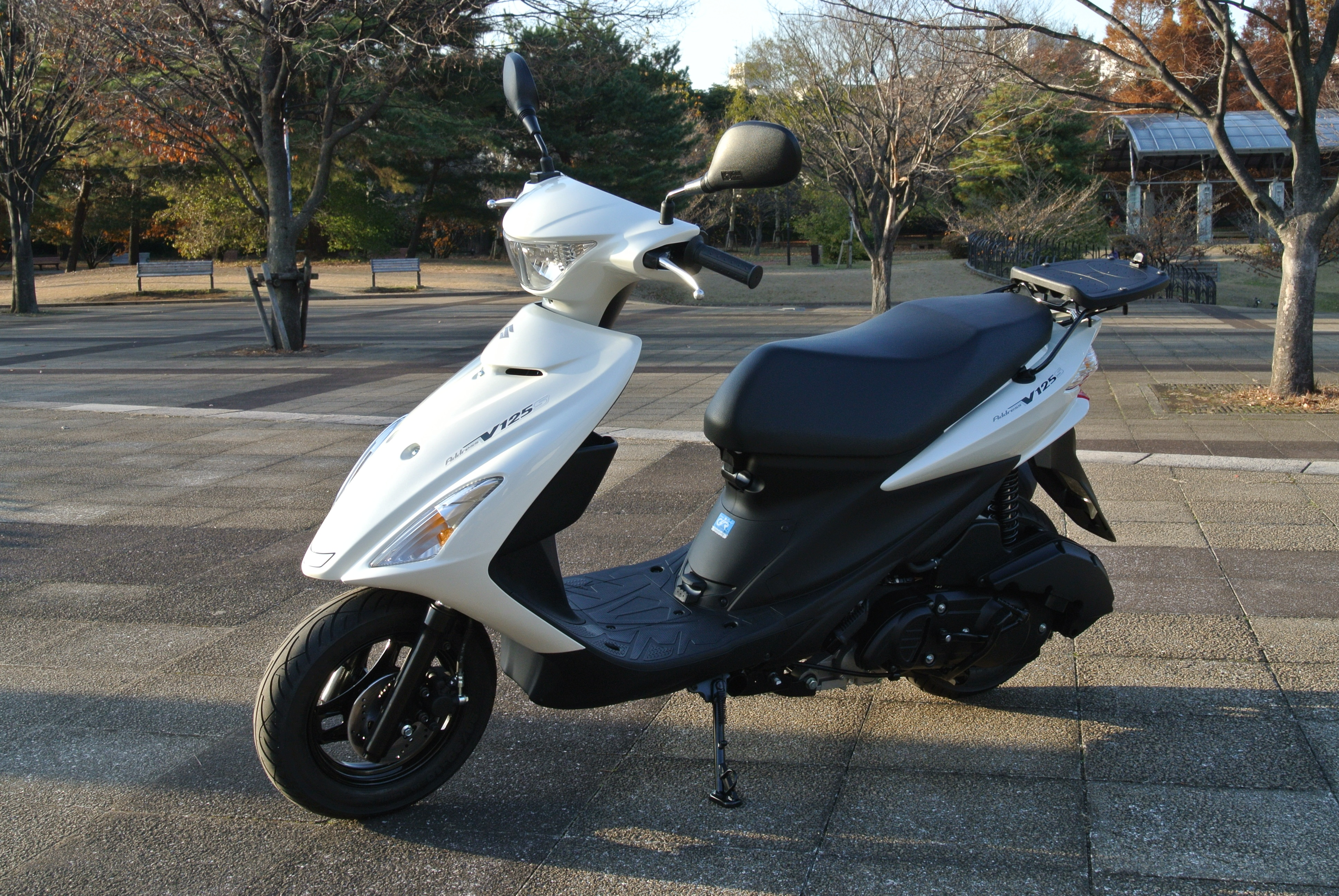
スズキ・アドレスV125

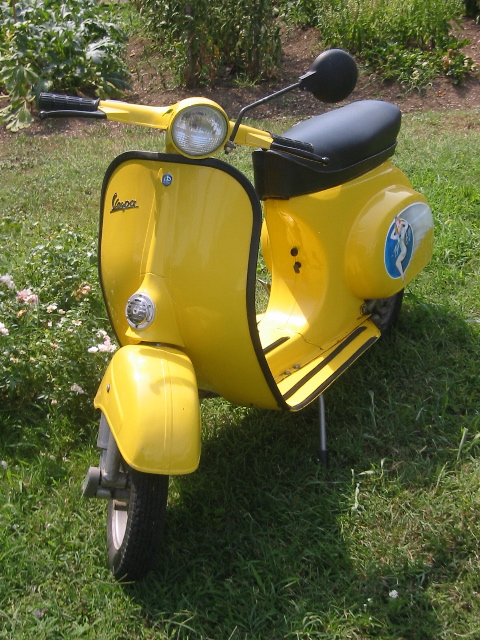
イタリアのベスパ

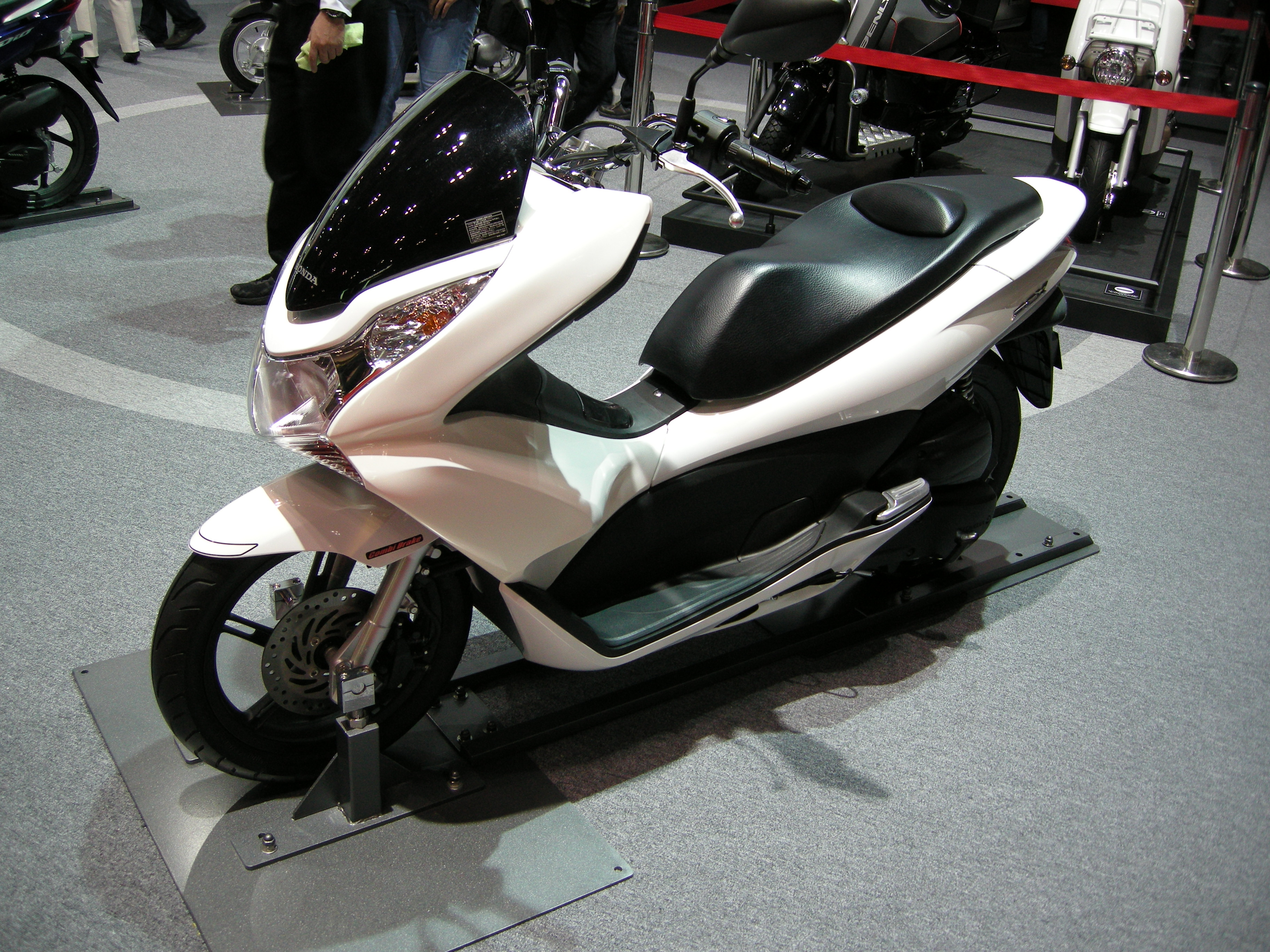
ホンダ・PCX（124cc、2010年 - ）

## 概要
一般的には無段変速機などによるオートマチックトランスミッションを搭載し、後輪サスペンションエンジンと一体化したユニットスイング式とするものが多く、エンジンをはじめとした機器類はカウルによって覆われる。前方にステップが備わり乗降時に足を高く上げる必要がなく、スクーター以外のオートバイと比較して容易に取り扱うことができる。
元々英語ではキックスケーターのことをscooterと呼んでいたが、それと同様の外観でエンジンなどを積んでいることから前述のようなオートバイについてもscooterと呼ぶようになった。
ヨーロッパの型式認証制度では軽スクーターは高速電動自転車などとともにLカテゴリー車に分類されている。

## 歴史

### 欧米のスクーター史

#### スクーターの起源
1910年代にアメリカのAutoped Company社がキックスケーターの前輪にエンジンを一体化させた立ち乗りスクーターとしてAutopedを発売した。4ストローク125cc単気筒エンジンに前後10インチホイールを備え25km/hでの走行が可能であった。
1919年にイギリスABC社が発売したSkootamotaにはサドルが設けられ、座位で運転できるものであった。また、特許出願に際して「モータースクーター」（Motor-Scooter）と呼称していた。Skootamotaはアンダーボーンフレームの完全なステップスルーで、4ストローク125cc単気筒エンジンを搭載して40km/hを出せたと言われる。エンジンはサドルの下に搭載されているが、これを覆うカバーの類は設けられていない。1920年代前半にはSkootamotaに似たコンセプトのオートバイが各国の複数のメーカーから発売されている。
1920年にイギリスGloucestershire Aircraft社が発売したUNIBUSには外装パネルが全体に装備され、機械構造部分はほぼカバーされていた。1930年代には、アメリカのCushman、Powell、Salsbury他、数社が外装で覆われた小排気量エンジンと小径ホイールを備えた、スクーターとしてほぼ完成されたスタイルを持つオートバイを販売している。
現在のスクーターのスタイルを決定づけた機種は、1946年に製造が開始されたイタリア・ピアッジオ社製のベスパ98であると考えられがちだが、前述の基本的なスタイル要素はベスパ登場以前にすでに完成されていた。

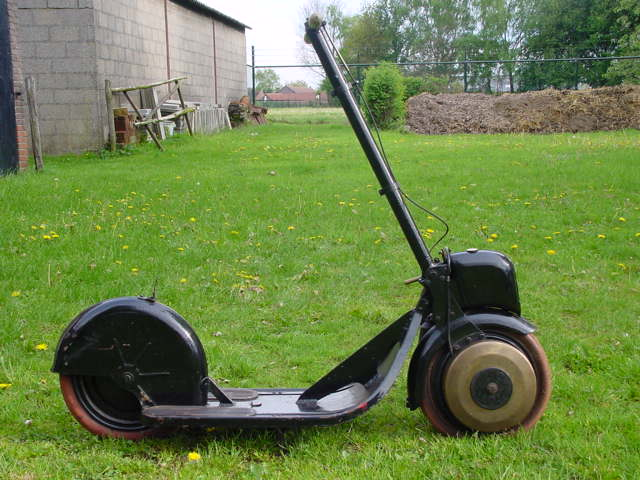
Autoped
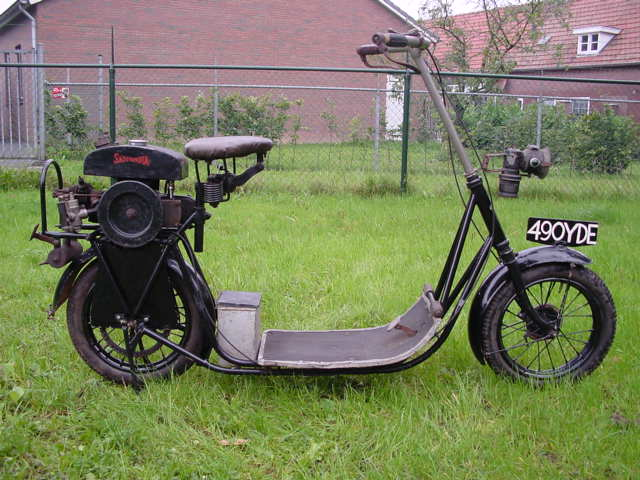
Skootamota
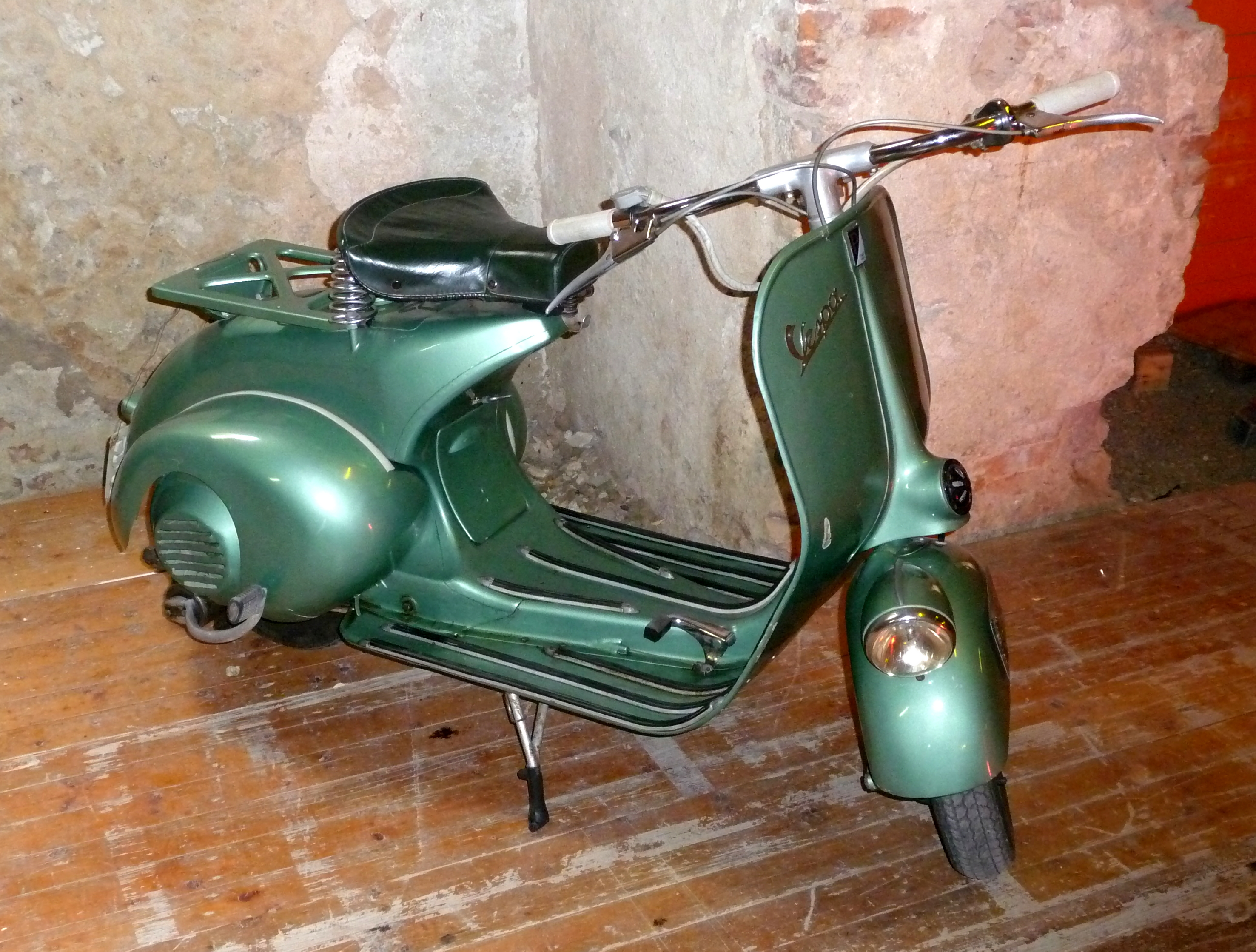
Vespa 1952年

#### コロナ禍の影響
2020年、新型コロナウイルスの世界的な大流行により公共交通機関による通勤を避けるため、アメリカでもスクーターの売り上げが大幅に増加したり、レンタルスクーターの需要が高まる動きがみられた。しかし、経験の浅い運転者の増加により安全上の危険も問題視された。

### 日本のスクーター史
1953年（昭和28年）に通商産業省（現・経済産業省）等が定めた定義では「原動機を座席の下に設け、前方に足踏台のある、車輪の直径が22インチ以下であるような2輪自動車を指す」とされる。

#### 黎明期

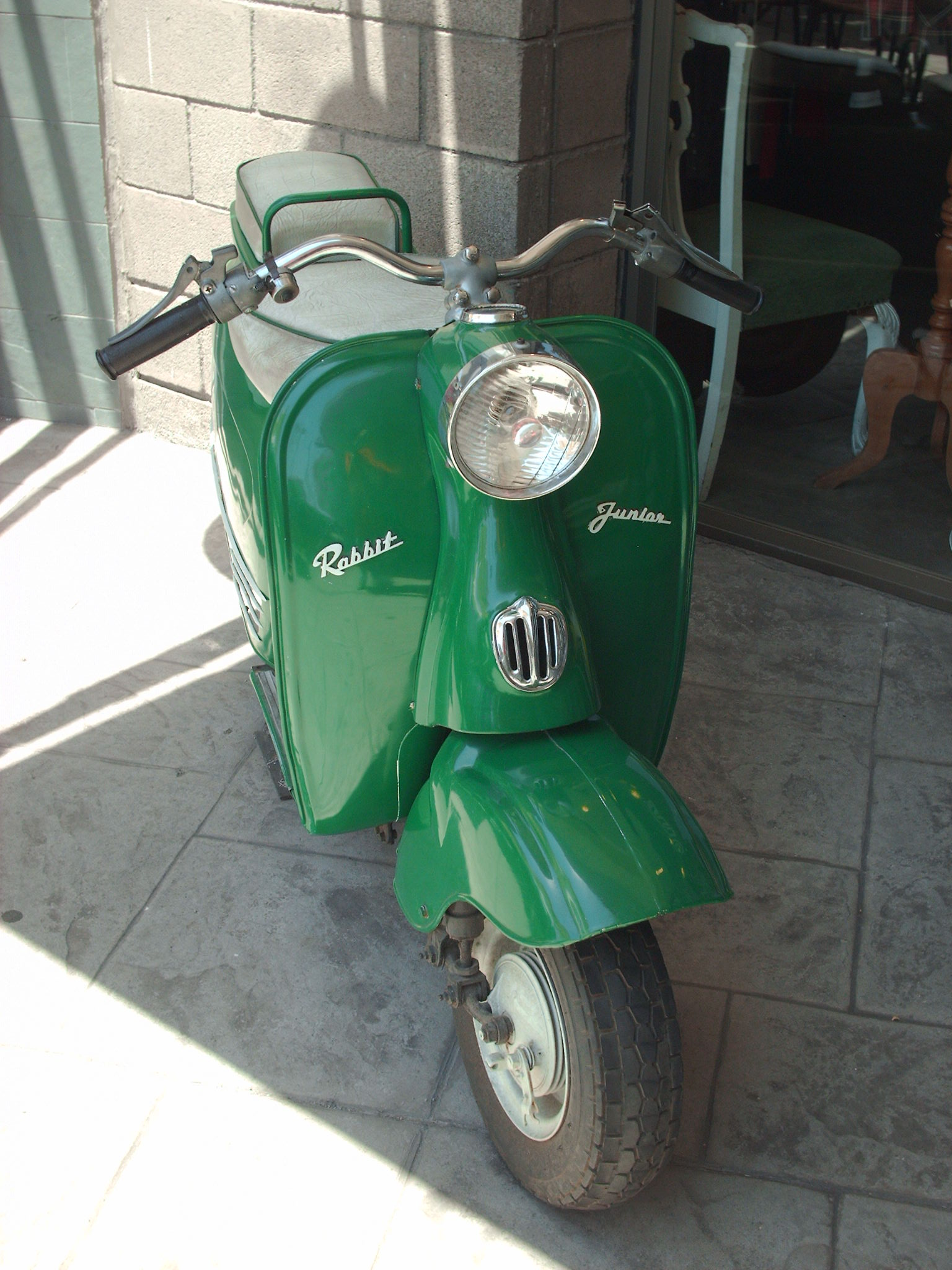
日本で最初に普及した「ラビット」

日本で本格的に普及した最初のスクーターは、富士産業（現：SUBARU）が1946年6月末に試作車を完成させ製造開始したラビットと、中日本重工業（現：三菱重工業）が1946年12月より製造開始したシルバーピジョンである。これら2社はスクーターの存在すら知られていない中、戦前に少数持ち込まれたアメリカ製のスクーターを参考にGHQの許可を得て、台数を規制されながら製造した。

#### ソフトバイクブーム
1976年にホンダはシンプルな構造のロードパル（通称「ラッタッタ」）を発売し、簡単操作、軽量、低価格を売りにして主婦層への浸透を図った。これに対抗してヤマハは1977年にパッソルを発売した。前者はモペッド、後者はスクーターであり構造が違うが、当時は両者ともミニバイク・ソフトバイクと呼ばれ同一視され、主婦層に普及した。

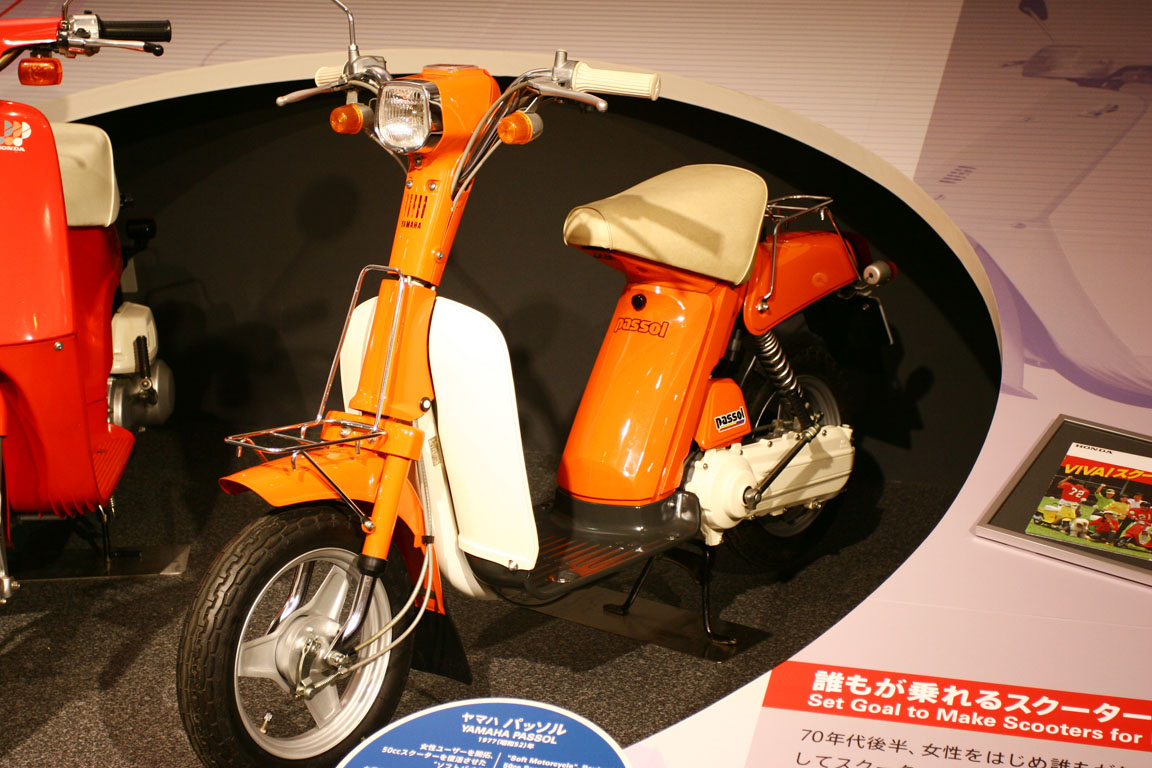
ヤマハ・パッソル（50cc。1977年）
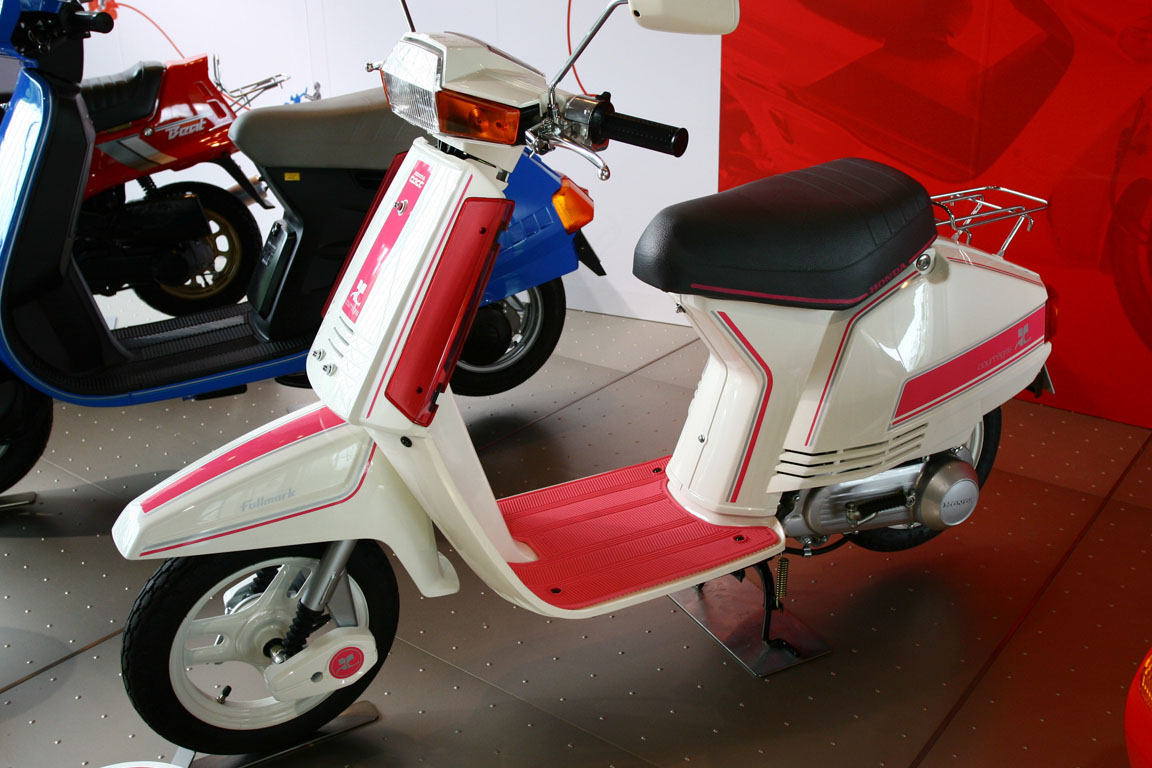
ホンダ・タクト （50cc。1983年）
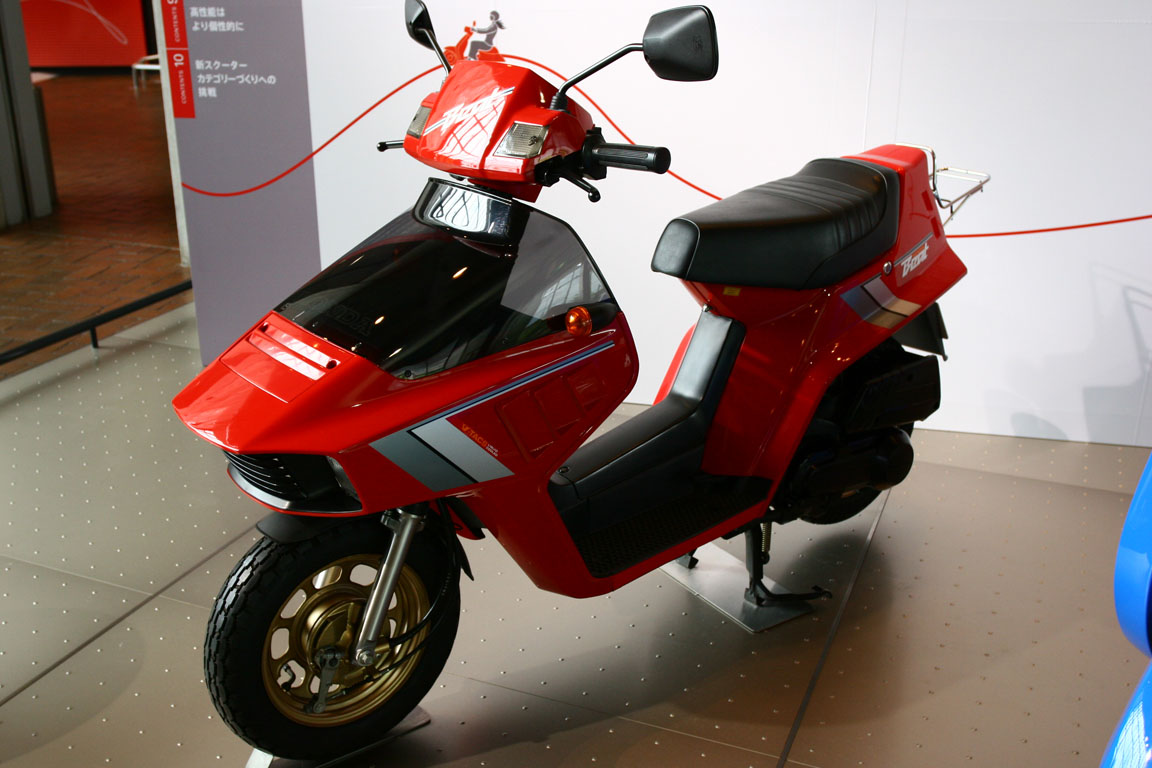
ホンダ・ビート 世界初水冷2サイクル50ccスクーター

#### ビッグスクーターブーム
1984年8月発売のホンダ・スペイシー250フリーウェイは250ccのエンジンを採用し、さらにスペイシー250フリーウェイの後継機にあたるホンダ・フリーウェイ（1989年6月発売）でヘルメットを2個収納可能なメットインタイプとなった。また、1986年4月発売のホンダ・フュージョンはロングホイールベースを初めて採用したが、当時はそれほど注目されなかった。
これらのクラスは長らくホンダの独壇場であったが、1995年にヤマハがマジェスティを発売し、そのデザインと共に利便性・快適性を求めたコンセプトがヒットしシェアは8.6%となった。ホンダ・フォーサイト（1997年5月発売）の大ヒットによりシェアも13.1%となって、その後ビッグスクーターのラインナップは拡大し、国内4メーカーのうち、カワサキを除く3社が幅広い商品ラインを展開している。これらブームも続き、ピークとなる2005年にはシェアはほぼ半分、6月にはオートマチック限定免許も新設された。
原動機付自転車と異なり、二段階右折・30km/hの法定速度など制限を受けず、快適性が高く、また通常のオートバイよりも二人乗用が快適など利便性と簡便性において優位性を持っていることがブームとなった理由と見られている。
日本で「ビッグ・スクーター（Big Scooter）」と呼ぶスクーターは、ヨーロッパで「マキシ・スクーター（Maxi Scooter）」と呼ぶ。

## 種別

### 小型スクーター

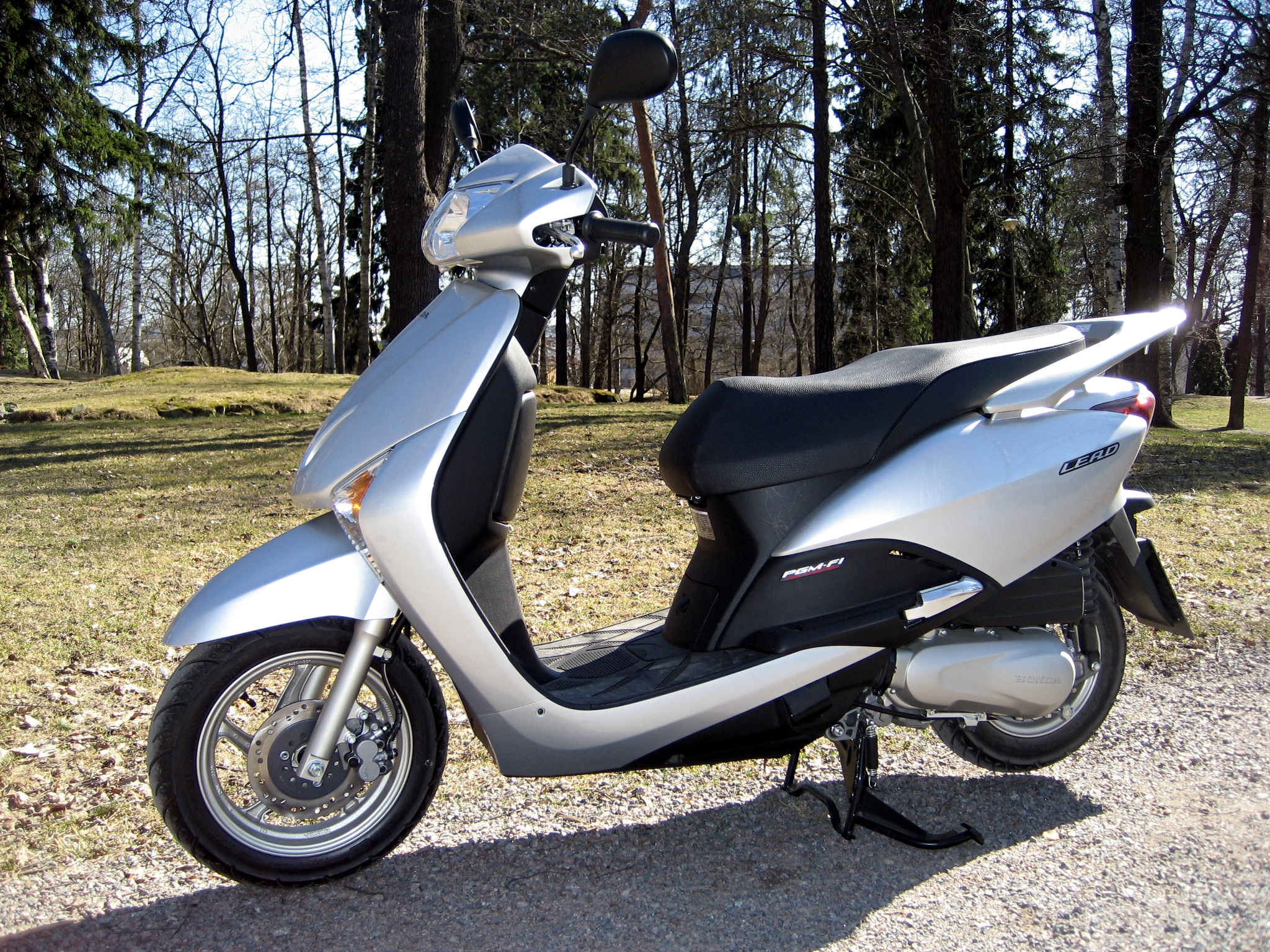
ホンダ・リード 110ccのスクーター

ステップスルーを可能にする車体形状では、ダイヤモンド型やクレードル型といった剛性の高いフレーム形状を採用出来ない。
エンジンやトランスミッションは、スイングアームに一体化した「ユニットスイング」と呼ばれる機構を採用している。そのため重心が後よりになり後輪のバネ下荷重が大きく、多気筒のエンジンを搭載することはスペースの制限により難しい。ひざの間にタンクがないためニーグリップと呼ばれる乗車姿勢をとることができず、ひざを使った車体のコントロールや乗車姿勢の安定化が難しい。

### ビッグスクーター

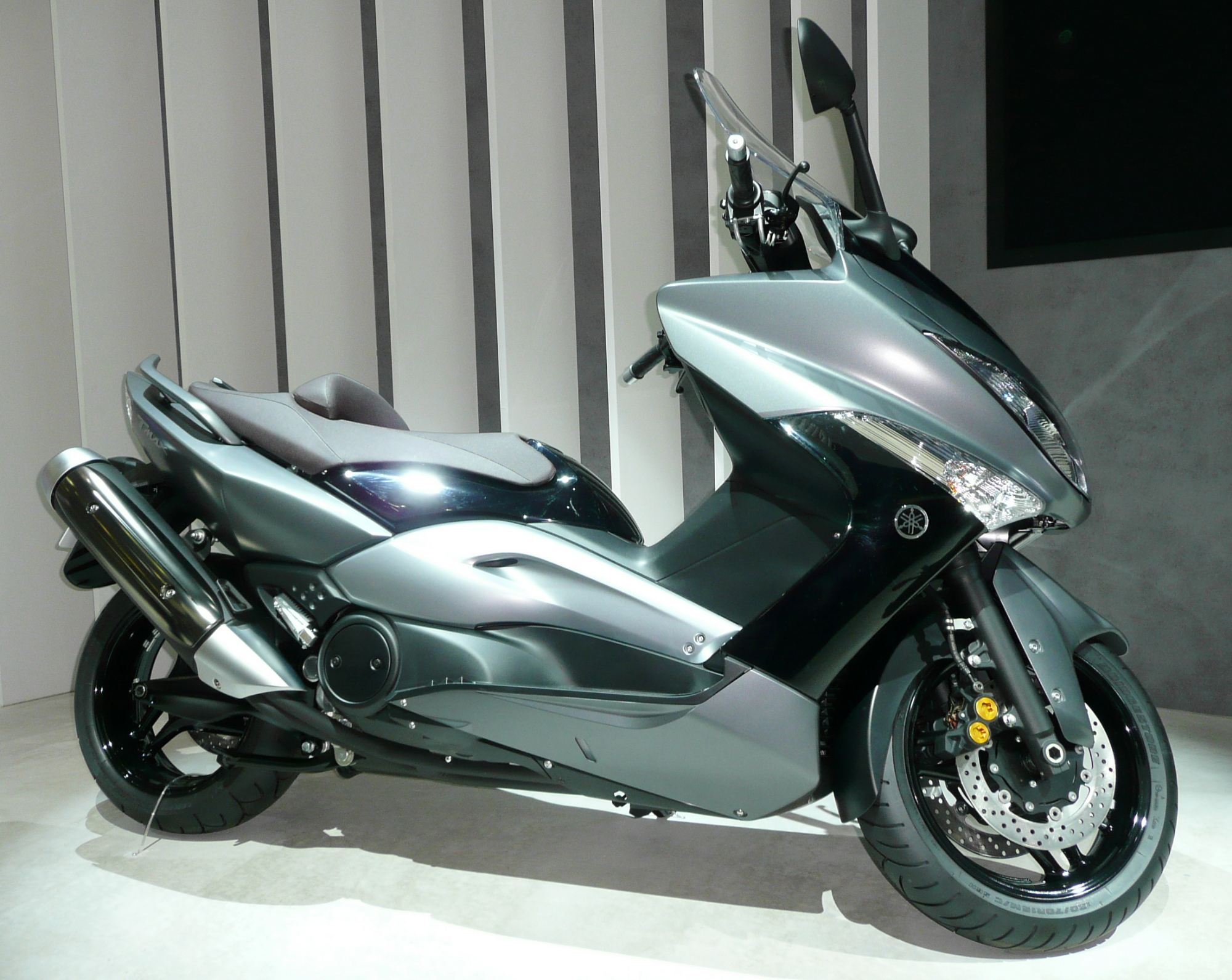
ヤマハ・TMAX 500cc

排気量が250ccもしくはそれを超えるスクーターはビッグスクーターとも呼ばれる。
特に高速走行を想定した大排気量スクーターは、サスペンションの性能を追求するためにエンジンを車体フレームに固定してユニットスイングを用いない車種もある。